# Puchar Świata w łyżwiarstwie szybkim 1997/1998
Puchar Świata w łyżwiarstwie szybkim 1997/1998 był 13. edycją tej imprezy. Cykl rozpoczął się 15 listopada 1997 roku w amerykańskim Roseville, a zakończył 22 marca 1998 roku w Milwaukee.
Puchar Świata rozgrywano w 9 miastach, w 7 krajach, na 2 kontynentach. 
Wśród kobiet triumfowały: Kanadyjka Catriona Le May Doan na 500 m i 1000 m oraz Niemka Gunda Niemann-Stirnemann na 1500 m i w klasyfikacji 3000/5000 m. Wśród mężczyzn zwyciężali: Kanadyjczyk Jeremy Wotherspoon na 500 m i 1000 m, Holender Ids Postma na 1500 m oraz jego rodak Gianni Romme w klasyfikacji 5000/10 000 m.

## Medaliści zawodów

### Kobiety

#### Wyniki
| Data                 | Miejsce                                                       | Konkurencja                                                   | Zwycięzca                                                     | 2. miejsce                                                    | 3. miejsce                                                    |
| -------------------- | ------------------------------------------------------------- | ------------------------------------------------------------- | ------------------------------------------------------------- | ------------------------------------------------------------- | ------------------------------------------------------------- |
| 15-16 listopada 1997 | Roseville                                                     | 500 m (15 listopada)                                          | Catriona Le May Doan                                          | Franziska Schenk                                              | Monique Garbrecht                                             |
| 15-16 listopada 1997 | Roseville                                                     | 1000 m (15 listopada)                                         | Franziska Schenk                                              | Anke Baier-Loef                                               | Chris Witty                                                   |
| 15-16 listopada 1997 | Roseville                                                     | 500 m (16 listopada)                                          | Susan Auch                                                    | Catriona Le May Doan                                          | Franziska Schenk                                              |
| 15-16 listopada 1997 | Roseville                                                     | 1000 m (16 listopada)                                         | Catriona Le May Doan                                          | Sabine Völker                                                 | Anke Baier-Loef                                               |
| 22-23 listopada 1997 | Calgary                                                       | 500 m (22 listopada)                                          | Catriona Le May Doan                                          | Susan Auch                                                    | Sabine Völker                                                 |
| 22-23 listopada 1997 | Calgary                                                       | 1000 m (22 listopada)                                         | Catriona Le May Doan                                          | Franziska Schenk                                              | Chris Witty                                                   |
| 22-23 listopada 1997 | Calgary                                                       | 500 m (23 listopada)                                          | Catriona Le May Doan                                          | Sabine Völker                                                 | Chris Witty                                                   |
| 22-23 listopada 1997 | Calgary                                                       | 1000 m (23 listopada)                                         | Chris Witty                                                   | Catriona Le May Doan                                          | Franziska Schenk                                              |
| 29-30 listopada 1997 | Berlin                                                        | 1500 m (29 listopada)                                         | Gunda Niemann-Stirnemann                                      | Claudia Pechstein                                             | Emese Hunyady                                                 |
| 29-30 listopada 1997 | Berlin                                                        | 3000 m (30 listopada)                                         | Claudia Pechstein                                             | Gunda Niemann-Stirnemann                                      | Heike Warnicke                                                |
| 6-7 grudnia 1997     | Heerenveen                                                    | 3000 m (6 grudnia)                                            | Gunda Niemann-Stirnemann                                      | Tonny de Jong                                                 | Swietłana Bażanowa                                            |
| 6-7 grudnia 1997     | Heerenveen                                                    | 1500 m (7 grudnia)                                            | Gunda Niemann-Stirnemann                                      | Claudia Pechstein                                             | Emese Hunyady                                                 |
| 13-14 grudnia 1997   | Hamar                                                         | 3000 m (13 grudnia)                                           | Claudia Pechstein                                             | Tonny de Jong                                                 | Carla Zijlstra                                                |
| 13-14 grudnia 1997   | Hamar                                                         | 1500 m (14 grudnia)                                           | Emese Hunyady                                                 | Claudia Pechstein                                             | Chris Witty                                                   |
| 9-11 stycznia 1998   | 95. mistrzostwa Europy w wieloboju 1998 – Helsinki            | 95. mistrzostwa Europy w wieloboju 1998 – Helsinki            | 95. mistrzostwa Europy w wieloboju 1998 – Helsinki            | 95. mistrzostwa Europy w wieloboju 1998 – Helsinki            | 95. mistrzostwa Europy w wieloboju 1998 – Helsinki            |
| 13-14 stycznia 1998  | Baselga di Pinè                                               | 500 m (13 stycznia)                                           | Catriona Le May Doan                                          | Sabine Völker                                                 | Susan Auch                                                    |
| 13-14 stycznia 1998  | Baselga di Pinè                                               | 1000 m (13 stycznia)                                          | Franziska Schenk                                              | Sabine Völker                                                 | Catriona Le May Doan                                          |
| 13-14 stycznia 1998  | Baselga di Pinè                                               | 500 m (14 stycznia)                                           | Catriona Le May Doan                                          | Susan Auch                                                    | Sabine Völker                                                 |
| 13-14 stycznia 1998  | Baselga di Pinè                                               | 1000 m (14 stycznia)                                          | Franziska Schenk                                              | Catriona Le May Doan                                          | Sabine Völker                                                 |
| 17-18 stycznia 1998  | Innsbruck                                                     | 5000 m (17 stycznia)                                          | Gunda Niemann-Stirnemann                                      | Claudia Pechstein                                             | Elena Belci-Dal Farra                                         |
| 17-18 stycznia 1998  | Innsbruck                                                     | 1500 m (18 stycznia)                                          | Gunda Niemann-Stirnemann                                      | Anni Friesinger                                               | Emese Hunyady                                                 |
| 24-25 stycznia 1998  | 29. Mistrzostwa świata w wieloboju sprinterskim 1998 – Berlin | 29. Mistrzostwa świata w wieloboju sprinterskim 1998 – Berlin | 29. Mistrzostwa świata w wieloboju sprinterskim 1998 – Berlin | 29. Mistrzostwa świata w wieloboju sprinterskim 1998 – Berlin | 29. Mistrzostwa świata w wieloboju sprinterskim 1998 – Berlin |
| 7-22 lutego 1998     | XVIII Zimowe Igrzyska Olimpijskie 1998 – Nagano               | XVIII Zimowe Igrzyska Olimpijskie 1998 – Nagano               | XVIII Zimowe Igrzyska Olimpijskie 1998 – Nagano               | XVIII Zimowe Igrzyska Olimpijskie 1998 – Nagano               | XVIII Zimowe Igrzyska Olimpijskie 1998 – Nagano               |
| 7-8 marca 1998       | Inzell                                                        | 3000 m (7 marca)                                              | Claudia Pechstein                                             | Anni Friesinger                                               | Gunda Niemann-Stirnemann                                      |
| 7-8 marca 1998       | Inzell                                                        | 1500 m (8 marca)                                              | Gunda Niemann-Stirnemann                                      | Anni Friesinger                                               | Claudia Pechstein                                             |
| 13-15 marca 1998     | 92. mistrzostwa świata w wieloboju 1998 – Heerenveen          | 92. mistrzostwa świata w wieloboju 1998 – Heerenveen          | 92. mistrzostwa świata w wieloboju 1998 – Heerenveen          | 92. mistrzostwa świata w wieloboju 1998 – Heerenveen          | 92. mistrzostwa świata w wieloboju 1998 – Heerenveen          |
| 20-22 marca 1998     | Roseville                                                     | 500 m (20 marca)                                              | Catriona Le May Doan                                          | Susan Auch                                                    | Sabine Völker                                                 |
| 20-22 marca 1998     | Roseville                                                     | 1000 m (20 marca)                                             | Chris Witty                                                   | Sabine Völker                                                 | Catriona Le May Doan                                          |
| 20-22 marca 1998     | Roseville                                                     | 500 m (21 marca)                                              | Catriona Le May Doan                                          | Susan Auch                                                    | Sabine Völker                                                 |
| 20-22 marca 1998     | Roseville                                                     | 1500 m (21 marca)                                             | Chris Witty                                                   | Jennifer Rodriguez                                            | Claudia Pechstein                                             |
| 20-22 marca 1998     | Roseville                                                     | 1000 m (22 marca)                                             | Chris Witty                                                   | Sabine Völker                                                 | Catriona Le May Doan                                          |
| 20-22 marca 1998     | Roseville                                                     | 3000 m (22 marca)                                             | Gunda Niemann-Stirnemann                                      | Ludmiła Prokaszowa                                            | Anni Friesinger                                               |
| 27-29 marca 1998     | 3. mistrzostwa świata na dystansach 1998 – Calgary            | 3. mistrzostwa świata na dystansach 1998 – Calgary            | 3. mistrzostwa świata na dystansach 1998 – Calgary            | 3. mistrzostwa świata na dystansach 1998 – Calgary            | 3. mistrzostwa świata na dystansach 1998 – Calgary            |

#### Klasyfikacje
| Lp. | Zawodnik             | Punkty |
| --- | -------------------- | ------ |
| 1.  | Catriona Le May Doan | 300    |
| 2.  | Susan Auch           | 270    |
| 3.  | Sabine Völker        | 250    |
| 4.  | Franziska Schenk     | 215    |
| 5.  | Chris Witty          | 180    |
| 6.  | Monique Garbrecht    | 146    |
| 7.  | Eriko Sanmiya        | 116    |
| 8.  | Michelle Morton      | 105    |
| 9.  | Xue Ruihong          | 101    |
| 10. | Swietłana Żurowa     | 99     |

| Lp. | Zawodnik             | Punkty |
| --- | -------------------- | ------ |
| 1.  | Catriona Le May Doan | 270    |
| 2.  | Franziska Schenk     | 270    |
| 3.  | Chris Witty          | 265    |
| 4.  | Sabine Völker        | 255    |
| 5.  | Anke Baier-Loef      | 174    |
| 6.  | Monique Garbrecht    | 155    |
| 7.  | Marianne Timmer      | 131    |
| 8.  | Becky Sundstrom      | 129    |
| 9.  | Shiho Kusunose       | 121    |
| 10. | Eriko Sanmiya        | 115    |

| Lp. | Zawodnik                 | Punkty |
| --- | ------------------------ | ------ |
| 1.  | Gunda Niemann-Stirnemann | 200    |
| 2.  | Claudia Pechstein        | 175    |
| 3.  | Emese Hunyady            | 170    |
| 4.  | Chris Witty              | 155    |
| 5.  | Anni Friesinger          | 140    |
| 6.  | Annamarie Thomas         | 104    |
| 7.  | Swietłana Bażanowa       | 85     |
| 8.  | Jennifer Rodriguez       | 81     |
| 9.  | Marianne Timmer          | 80     |
| 10. | Tonny de Jong            | 79     |

| Lp. | Zawodnik                 | Punkty |
| --- | ------------------------ | ------ |
| 1.  | Gunda Niemann-Stirnemann | 195    |
| 2.  | Claudia Pechstein        | 195    |
| 3.  | Anni Friesinger          | 137    |
| 4.  | Carla Zijlstra           | 130    |
| 5.  | Elena Belci-Dal Farra    | 130    |
| 6.  | Heike Warnicke           | 120    |
| 7.  | Tonny de Jong            | 119    |
| 8.  | Ludmiła Prokaszowa       | 106    |
| 9.  | Swietłana Bażanowa       | 95     |
| 10. | Mie Uehara               | 73     |

### Mężczyźni

#### Wyniki
| Data                 | Miejsce                                                       | Konkurencja                                                   | Zwycięzca                                                     | 2. miejsce                                                    | 3. miejsce                                                    |
| -------------------- | ------------------------------------------------------------- | ------------------------------------------------------------- | ------------------------------------------------------------- | ------------------------------------------------------------- | ------------------------------------------------------------- |
| 15-16 listopada 1997 | Roseville                                                     | 500 m (15 listopada)                                          | Hiroyasu Shimizu                                              | Mike Ireland                                                  | Grunde Njøs                                                   |
| 15-16 listopada 1997 | Roseville                                                     | 1000 m (15 listopada)                                         | Jeremy Wotherspoon                                            | Jakko Jan Leeuwangh                                           | Jan Bos                                                       |
| 15-16 listopada 1997 | Roseville                                                     | 500 m (16 listopada)                                          | Jeremy Wotherspoon                                            | Yasunori Miyabe                                               | Grunde Njøs                                                   |
| 15-16 listopada 1997 | Roseville                                                     | 1000 m (16 listopada)                                         | Jakko Jan Leeuwangh                                           | Jeremy Wotherspoon                                            | Jan Bos                                                       |
| 22-23 listopada 1997 | Calgary                                                       | 500 m (22 listopada)                                          | Jeremy Wotherspoon                                            | Jan Bos                                                       | Mike Ireland Kevin Overland                                   |
| 22-23 listopada 1997 | Calgary                                                       | 1000 m (22 listopada)                                         | Jan Bos Manabu Horii                                          |                                                               | Kevin Overland                                                |
| 22-23 listopada 1997 | Calgary                                                       | 500 m (23 listopada)                                          | Jeremy Wotherspoon                                            | Yasunori Miyabe                                               | Manabu Horii                                                  |
| 22-23 listopada 1997 | Calgary                                                       | 1000 m (23 listopada)                                         | Lee Kyu-hyeok                                                 | Jan Bos                                                       | Manabu Horii                                                  |
| 29-30 listopada 1997 | Berlin                                                        | 1500 m (29 listopada)                                         | Ids Postma                                                    | Martin Hersman                                                | Hiroyuki Noake                                                |
| 29-30 listopada 1997 | Berlin                                                        | 5000 m (30 listopada)                                         | Gianni Romme                                                  | Remi Hereide                                                  | Bob de Jong                                                   |
| 6-7 grudnia 1997     | Heerenveen                                                    | 1500 m (6 grudnia)                                            | Rintje Ritsma                                                 | Ids Postma                                                    | Jan Bos                                                       |
| 6-7 grudnia 1997     | Heerenveen                                                    | 5000 m (7 grudnia)                                            | Gianni Romme                                                  | Bob de Jong                                                   | Kjell Storelid                                                |
| 13-14 grudnia 1997   | Hamar                                                         | 1500 m (13 grudnia)                                           | Ådne Søndrål                                                  | Jeroen Straathof                                              | Hiroyuki Noake                                                |
| 13-14 grudnia 1997   | Hamar                                                         | 5000 m (14 grudnia)                                           | Kjell Storelid                                                | Keiji Shirahata                                               | Gianni Romme                                                  |
| 9-11 stycznia 1998   | 95. mistrzostwa Europy w wieloboju 1998 – Helsinki            | 95. mistrzostwa Europy w wieloboju 1998 – Helsinki            | 95. mistrzostwa Europy w wieloboju 1998 – Helsinki            | 95. mistrzostwa Europy w wieloboju 1998 – Helsinki            | 95. mistrzostwa Europy w wieloboju 1998 – Helsinki            |
| 13-14 stycznia 1998  | Baselga di Pinè                                               | 500 m (13 stycznia)                                           | Jan Bos                                                       | Erben Wennemars                                               | Siergiej Klewczenia                                           |
| 13-14 stycznia 1998  | Baselga di Pinè                                               | 1000 m (13 stycznia)                                          | Jeremy Wotherspoon                                            | Toshiyuki Kuroiwa                                             | Jeroen Straathof                                              |
| 13-14 stycznia 1998  | Baselga di Pinè                                               | 500 m (14 stycznia)                                           | Jeremy Wotherspoon                                            | Toshiyuki Kuroiwa                                             | Ermanno Ioriatti                                              |
| 13-14 stycznia 1998  | Baselga di Pinè                                               | 1000 m (14 stycznia)                                          | Jeremy Wotherspoon                                            | Jan Bos                                                       | Toshiyuki Kuroiwa                                             |
| 17-18 stycznia 1998  | Innsbruck                                                     | 1500 m (17 stycznia)                                          | Ids Postma                                                    | Rintje Ritsma                                                 | Martin Hersman                                                |
| 17-18 stycznia 1998  | Innsbruck                                                     | 10 000 m (18 stycznia)                                        | Gianni Romme                                                  | Remi Hereide                                                  | Rintje Ritsma                                                 |
| 24-25 stycznia 1998  | 29. Mistrzostwa świata w wieloboju sprinterskim 1998 – Berlin | 29. Mistrzostwa świata w wieloboju sprinterskim 1998 – Berlin | 29. Mistrzostwa świata w wieloboju sprinterskim 1998 – Berlin | 29. Mistrzostwa świata w wieloboju sprinterskim 1998 – Berlin | 29. Mistrzostwa świata w wieloboju sprinterskim 1998 – Berlin |
| 7-22 lutego 1998     | XVIII Zimowe Igrzyska Olimpijskie 1998 – Nagano               | XVIII Zimowe Igrzyska Olimpijskie 1998 – Nagano               | XVIII Zimowe Igrzyska Olimpijskie 1998 – Nagano               | XVIII Zimowe Igrzyska Olimpijskie 1998 – Nagano               | XVIII Zimowe Igrzyska Olimpijskie 1998 – Nagano               |
| 7-8 marca 1998       | Inzell                                                        | 1500 m (7 marca)                                              | Rintje Ritsma                                                 | Ådne Søndrål                                                  | Ids Postma                                                    |
| 7-8 marca 1998       | Inzell                                                        | 5000 m (8 marca)                                              | Rintje Ritsma                                                 | Bob de Jong                                                   | Kjell Storelid                                                |
| 13-15 marca 1998     | 92. mistrzostwa świata w wieloboju 1998 – Heerenveen          | 92. mistrzostwa świata w wieloboju 1998 – Heerenveen          | 92. mistrzostwa świata w wieloboju 1998 – Heerenveen          | 92. mistrzostwa świata w wieloboju 1998 – Heerenveen          | 92. mistrzostwa świata w wieloboju 1998 – Heerenveen          |
| 20-22 marca 1998     | Milwaukee                                                     | 500 m (20 marca)                                              | Sylvain Bouchard                                              | Patrick Bouchard Mike Ireland                                 |                                                               |
| 20-22 marca 1998     | Milwaukee                                                     | 1000 m (20 marca)                                             | Ådne Søndrål                                                  | Sylvain Bouchard                                              | Mike Ireland                                                  |
| 20-22 marca 1998     | Milwaukee                                                     | 500 m (21 marca)                                              | Hiroyasu Shimizu                                              | Mike Ireland                                                  | Casey Fitzrandolph                                            |
| 20-22 marca 1998     | Milwaukee                                                     | 1500 m (21 marca)                                             | Ådne Søndrål                                                  | Jeroen Straathof                                              | KC Boutiette                                                  |
| 20-22 marca 1998     | Milwaukee                                                     | 1000 m (22 marca)                                             | Jeremy Wotherspoon                                            | Ådne Søndrål                                                  | Sylvain Bouchard                                              |
| 20-22 marca 1998     | Milwaukee                                                     | 5000 m (22 marca)                                             | Roberto Sighel                                                | Frank Dittrich                                                | Steven Elm                                                    |
| 27-29 marca 1998     | 3. mistrzostwa świata na dystansach 1998 – Calgary            | 3. mistrzostwa świata na dystansach 1998 – Calgary            | 3. mistrzostwa świata na dystansach 1998 – Calgary            | 3. mistrzostwa świata na dystansach 1998 – Calgary            | 3. mistrzostwa świata na dystansach 1998 – Calgary            |

#### Klasyfikacje
| Lp. | Zawodnik           | Punkty |
| --- | ------------------ | ------ |
| 1.  | Jeremy Wotherspoon | 265    |
| 2.  | Mike Ireland       | 210    |
| 3.  | Hiroyasu Shimizu   | 197    |
| 4.  | Sylvain Bouchard   | 169    |
| 5.  | Jan Bos            | 168    |
| 6.  | Manabu Horii       | 151    |
| 7.  | Toshiyuki Kuroiwa  | 143    |
| 8.  | Yasunori Miyabe    | 126    |
| 9.  | Patrick Bouchard   | 118    |
| 10. | Erben Wennemars    | 118    |

| Lp. | Zawodnik            | Punkty |
| --- | ------------------- | ------ |
| 1.  | Jeremy Wotherspoon  | 280    |
| 2.  | Jan Bos             | 250    |
| 3.  | Sylvain Bouchard    | 215    |
| 4.  | Manabu Horii        | 178    |
| 5.  | Jakko Jan Leeuwangh | 156    |
| 6.  | Toshiyuki Kuroiwa   | 148    |
| 7.  | Erben Wennemars     | 128    |
| 8.  | Ådne Søndrål        | 118    |
| 9.  | Casey Fitzrandolph  | 116    |
| 10. | Mike Ireland        | 112    |

| Lp. | Zawodnik            | Punkty |
| --- | ------------------- | ------ |
| 1.  | Ids Postma          | 185    |
| 2.  | Ådne Søndrål        | 180    |
| 3.  | Rintje Ritsma       | 180    |
| 4.  | Martin Hersman      | 155    |
| 5.  | Jeroen Straathof    | 127    |
| 6.  | Hiroyuki Noake      | 127    |
| 7.  | KC Boutiette        | 100    |
| 8.  | Peter Adeberg       | 77     |
| 9.  | Cédric Kuentz       | 71     |
| 10. | Andriej Anufrijenko | 62     |

| Lp. | Zawodnik         | Punkty |
| --- | ---------------- | ------ |
| 1.  | Gianni Romme     | 190    |
| 2.  | Kjell Storelid   | 165    |
| 3.  | Bob de Jong      | 160    |
| 4.  | Rintje Ritsma    | 155    |
| 5.  | Remi Hereide     | 155    |
| 6.  | Frank Dittrich   | 140    |
| 7.  | Keiji Shirahata  | 113    |
| 8.  | Roberto Sighel   | 90     |
| 9.  | René Taubenrauch | 77     |
| 10. | Brigt Rykkje     | 74     |